# Australia Open 1994 (Badminton)
Die Australian Open 1994 im Badminton fanden vom 29. bis zum 31. Juli 1994 in Melbourne statt und waren gleichzeitig auch die nationalen Titelkämpfe Australiens.

## Sieger und Platzierte
| Disziplin    | Gold                         | Silber                       | Bronze                           |
| ------------ | ---------------------------- | ---------------------------- | -------------------------------- |
| Herreneinzel | Jefry Tjoandi                | Paul Stevenson               | Dean Lewis                       |
| Herreneinzel | Jefry Tjoandi                | Paul Stevenson               | Stuart Metcalfe                  |
| Dameneinzel  | Lisa Campbell                | Rhonda Cator                 | Song Yang                        |
| Dameneinzel  | Lisa Campbell                | Rhonda Cator                 | Michelle O’Neill                 |
| Herrendoppel | Peter Blackburn Mark Nichols | Paul Kong Denis Todd         | James Todd Michael Todd          |
| Herrendoppel | Peter Blackburn Mark Nichols | Paul Kong Denis Todd         | Peter Roberts Michael Scandolera |
| Damendoppel  | Wendy Shinners Song Yang     | Lisa Campbell Amanda Hardy   | Katrina Mirkovic Michaela Smith  |
| Damendoppel  | Wendy Shinners Song Yang     | Lisa Campbell Amanda Hardy   | Teresa Lian Michelle O’Neill     |
| Mixed        | Mark Nichols Amanda Hardy    | Peter Blackburn Rhonda Cator | Jefry Tjoandi Teresa Lian        |
| Mixed        | Mark Nichols Amanda Hardy    | Peter Blackburn Rhonda Cator | Murray Hocking Lisa Campbell     |